# Antropologia feministyczna
Antropologia feministyczna – dział antropologii leżący na pograniczu antropologii kulturowej, fizycznej oraz archeologii i lingwistyki, mający na celu odejście od dotychczasowego androcentryzmu obecnego w badaniach etnograficznych, antropologicznych praktykach zatrudnienia i tworzeniu wiedzy naukowej. 
Antropologia feministyczna podważyła wiele esencjalistycznych tez stawianych przez teorie feministyczne powstałe w euroamerykańskim kontekście akademickim. W latach 70. XX wieku została formalnie uznana za subdyscyplinę antropologii, co doprowadziło do powstania Feminist Anthropologist Association (sekcji Amerykańskiego Towarzystwa Antropologicznego) wydającego pismo - Voices.

## Historia
Antropologia feministyczna rozwijała się w trzech kolejnych fazach historycznych począwszy od lat 70. XX wieku: antropologia kobiet, antropologia płci kulturowej i – w końcu – właściwa antropologia feministyczna.
Jej korzeni można się doszukiwać już wcześniej, w końcu XIX wieku. Erminnie A. Smith, Alice Cunningham Fletcher, Matilda Coxe Stevenson, Frances Densmore były antropolożkami, ale ich edukacja w zakresie tej dyscypliny często była pozaakademicka. Z tej przyczyny przez długi czas ich osiągnięcia ignorowano, zwłaszcza w sytuacji profesjonalizacji antropologii kulturowej na początku XX wieku. Pierwsze antropolożki często były żonami "profesjonalnych" antropologów i pomagały mężom, pracując dla nich jako tłumaczki lub stenotypistki. Np. Margery Wolf napisała swoją klasyczną monografię pt. "The House of Lim" (1960) na podstawie doświadczeń i obserwacji, które przeprowadziła przebywając z mężem na północnym Tajwanie.
Za najbardziej znane reprezentantki tego wstępnego okresu rozwoju dyscypliny uznaje się Margaret Mead i Ruth Benedict. Ważniejszy wkład w jej podstawy teoretyczne wniosły jednak inne badaczki: Hortense Powdermaker czy Zora Neale Hurston. Hortense Powdermaker kierowała projektami badawczymi o rozwijającej się dopiero problematyce płci kulturowej w kontekście produkcji w Hollywood (Hollywood, the Dream Factory, 1950) czy intersekcjonalności klasy, płci i rasy w afrykańskich kopalniach miedzi (Copper Town: Changing Africa, 1962). Z kolei Afroamerykanka Zora Neale Hurston, uczennica Franza Boasa, znana jest z eksperymentów nad formami narracyjnymi w pisarstwie etnograficznym. Ważne dla późniejszego rozwoju antropologii feministycznej oraz jej wpływu na inne subdyscypliny poza antropologią kulturową były także antropolożka fizyczna Caroline Bond Day oraz archeolożka Mary Leakey.
Dopiero jednak w latach 70. XX wieku zaczął się wyodrębniać feministyczny nurt antropologii. Za ważne prace założycielskie uznaje się Women in Field Peggy Golde (1986) oraz Women, culture, and society (1974)  Michelle Rosaldo i Louise Lamphere. Antropolożki te podjęły próbę odzyskania przez kobiety statusu odrębnych aktorek społecznych i kulturowych. Dotąd kobiety nie grały istotnej roli w opracowaniach i badaniach etnograficznych. Antropolodzy skupiali się na życiu mężczyzn, traktując ich jako podmioty uniwersalne. Golde argumentowała, że badacze-mężczyźni rzadko mieli dostęp do kobiet w badanych przez nich plemionach i społeczeństwach ze względu na społeczne normy regulujące kontakty międzypłciowe. O kobietach opowiadali wyłącznie mężczyźni. W efekcie ich życie oraz ich opinie nie były znane. Brak wiedzy antropologów oraz miejscowa dominacja mężczyzn utrwalały asymetrię między pozycją mężczyzny a pozycją kobiety w społeczeństwie. Antropologia kobiet czerpała również z filozofii Fryderyka Engelsa, który w książce Pochodzenie rodziny, własności prywatnej i państwa (1884) twierdził, że asymetria między kobietami i mężczyznami nie jest ponadczasowa, lecz jest produktem stosunków kapitalistycznych, który rozpowszechnił się na świecie za sprawą kolonializmu. W miarę jak krytyka jednostronności opisów antropologów-mężczyzn rosła w siłę, spopularyzowało się podejście add women and mix, które polegało na wspominaniu – często powierzchownym – kobiet w opisie danego społeczeństwa.
Antropologia kobiet przekształciła się następnie w antropologię płci kulturowej. Czołową antropolożką związaną z tym przejściem jest Gayle Rubin, autorka koncepcji gender/sex system. Zgodnie z nią płeć kulturowa jest związana z płcią biologiczną, ale nie jest to związek determinujący i ścisły. Idąc w ślady feminizmu koloru, antropologia płci kulturowej uznała postulaty pierwszej fali feministek i antropolożek za zbyt skoncentrowane na wartościach mieszczańskich. Stało się tak dzięki przejściu od dokumentowania doświadczeń kobiet jako uniwersalnej populacji do interpretacji miejsca płci we wzorach znaczeń, społecznych relacjach oraz hierarchii władzy. Obejmuje to pracę antropolożek Henrietty Moore i Ethel Albert. Moore utrzymywała, że antropologia, nawet prowadzona przez kobiety, ma tendencję do "porządkowania świata w męski idiom [...] ponieważ badacze są albo mężczyznami, albo kobietami przeszkolonymi w dyscyplinie zorientowanej na mężczyzn". Jak argumentuje Moore, teoretyczna architektura antropologii oraz jej metody badawcze były tak przytłaczająco zdominowane przez ideologię seksistowską, że bez poważnej autorefleksji oraz świadomego wysiłku podjętego w celu przeciwdziałania temu nastawieniu antropologia nie mogłaby sensownie reprezentować kobiecych doświadczeń.
Współczesna antropologia feministyczna wyrasta z antropologii płci kulturowej, zajmując się relacjami między kobiecym ciałem a kulturowymi, medycznymi i ekonomicznymi aspektami społecznymi. Obejmuje również rozszerzenie polityk feministycznych poza antropologię kulturową do antropologii fizycznej, antropolingwistyki i archeologii. Antropologia feministyczna staje się stanowiskiem interdyscyplinarnym, łącząc ze sobą studia kulturowe, historię, literaturoznawstwo czy studia etniczne.

## Powiązanie z feminizmem
Powiązania antropologii feministycznej z innymi nurtami feminizmu akademickiego są trudne do jednoznacznego uchwycenia. Antropologia jest miejscem spotkań feministek z różnych kultur. Ten kontakt między zachodnimi i niezachodnimi tradycjami intelektualnymi ukazuje stronniczość i partykularyzm wielu nurtów feminizmu. Ponieważ różne kultury postrzegają płeć kulturową na różne sposoby, niektóre antropolożki feministyczne zwracają uwagę, że opresja kobiet nie musi być uniwersalna. Moore uważa, że pojęcie "kobieta" jest niedostatecznie uniwersalne, by zostać kategorią analityczną w dziedzinie antropologii; idea "kobiety" jest właściwa pewnym kulturom, ale nie ogółowi ludzkości. Zdaniem Michelle Rosaldo ta teza przeczy podstawowym przekonaniom wielu feministek. Jak wskazuje Marilyn Strathern, teza o nieuniwersalności asymetrii seksualnej w kulturach jest źródłem oporu wobec dyscypliny ze strony ruchu feministycznego.
Feminizm nieustannie stanowi wyzwanie dla androcentrycznej ortodoksji, z której wyłania się antropologia; antropologia podważa etnocentryzm feminizmu. Ponieważ feministyczne teoretyczki przeważnie są reprezentantkami kultury zachodniej i są obce wobec kultur, którą badają, ich wyobrażenia o feminizmie mogą zawierać założenia właściwe dla kultury Zachodu, które nie mają zastosowania w zgłębianej kulturze. Rosaldo krytykuje tendencję feministek do traktowania innych współczesnych kultur jako anachroniczne. Z kolei Moore twierdzi, że antropologia powinna mówić o kobietach, a nie w ich imieniu.

## Antropologia feministyczna a antropologia
Jak twierdzi Rayna Repp, antropologia feministyczna jest przykładem "podwójnej odmienności" względem nauki uniwersyteckiej. Pierwszy rodzaj odmienności wynika z tego, że jest to tradycja feministyczna, w wersji inspirowanej postmodernizmem i dekonstrukcjonizmem. Jako taka – jest marginalizowana na uniwersytetach. Druga odmienność wynika z zajmowania się niezachodnimi kulturami, przez co jest marginalna wobec nauki i kultury zachodniej. Moore uważa, że ta marginalizacja będzie się utrzymywać, jako że dyscyplina opiera się na badaniu "kobiecego punktu widzenia" definiowanego jako "nie-męski" (i poza-głównonurtowy). W efekcie antropologia feministyczna sama poddała się izolacji. Strathern uważa, że antropologia feministyczna jako tradycja stanowi wyzwanie dla głównego nurtu, nigdy się w pełni z nim nie zintegruje. Antropologia feministyczna istnieje, by krytykować, dekonstruować oraz rzucać wyzwanie.